# Johan Cronje
Johan Tobias Cronje (ur. 13 kwietnia 1982 w Bloemfontein) – południowoafrykański lekkoatleta, średniodystansowiec, medalista mistrzostw świata z 2013.

## Kariera sportowa
Specjalizował się w biegu na 1500 metrów. Startował na tym dystansie na igrzyskach olimpijskich w 2004 w Atenach, gdzie odpadł w półfinale. Podobnie w półfinale zakończył swój start na tym dystansie na mistrzostwach świata w 2005 w Helsinkach. Na mistrzostwach świata w 2009 w Berlinie odpadł w eliminacjach na 1500 metrów.
Zdobył brązowy medal w biegu na 1500 metrów na mistrzostwach świata w 2013 w Moskwie.
Jest dwukrotnym rekordzistą RPA na tym dystansie (3:33,46, 10 maja 2013 w Doha  i 3:31,93, 8 września 2013 w Rieti) i wielokrotnym mistrzem kraju.

## Osiągnięcia
| Rok  | Impreza                               | Miejsce     | Konkurencja        | Pozycja          | Wynik   | Źródło |
| ---- | ------------------------------------- | ----------- | ------------------ | ---------------- | ------- | ------ |
| 1999 | Mistrzostwa świata juniorów młodszych | Bydgoszcz   | bieg na 1500 m     | 5. miejsce       | 3:46,45 | [ 6 ]  |
| 2000 | Igrzyska Wspólnoty Narodów młodzieży  | Edynburg    | bieg na 800 m      | 1. miejsce       | 1:51,32 |        |
| 2000 | Igrzyska Wspólnoty Narodów młodzieży  | Edynburg    | bieg na 1500 m     | 2. miejsce       | 4:00,32 |        |
| 2000 | Mistrzostwa świata juniorów           | Santiago    | bieg na 1500 m     | 5. miejsce       | 3:46,45 | [ 7 ]  |
| 2001 | Mistrzostwa Afryki juniorów           | Réduit      | bieg na 800 m      | 5. miejsce       | 1:51,96 | [ 8 ]  |
| 2001 | Mistrzostwa Afryki juniorów           | Réduit      | bieg na 1500 m     | 4. miejsce       | 3:44,09 | [ 8 ]  |
| 2001 | Mistrzostwa Afryki juniorów           | Réduit      | sztafeta 4 × 400 m | 1. miejsce       | 3:14,14 | [ 8 ]  |
| 2004 | Mistrzostwa Afryki                    | Brazzaville | bieg na 1500 m     | 5. miejsce       | 3:41,83 | [ 9 ]  |
| 2004 | Igrzyska olimpijskie                  | Ateny       | bieg na 1500 m     | 21. miejsce (pf) | 3:44,41 | [ 1 ]  |
| 2005 | Mistrzostwa świata                    | Helsinki    | bieg na 1500 m     | 22. miejsce (pf) | 3:42,77 | [ 2 ]  |
| 2005 | Uniwersjada                           | Izmir       | bieg na 1500 m     | 4. miejsce       | 3:52,16 | [ 10 ] |
| 2006 | Mistrzostwa Afryki                    | Bambous     | bieg na 1500 m     | 6. miejsce       | 3:48,08 | [ 11 ] |
| 2007 | Igrzyska afrykańskie                  | Algier      | bieg na 1500 m     | 14. miejsce (el) | 3:46,67 | [ 12 ] |
| 2009 | Mistrzostwa świata                    | Berlin      | bieg na 1500 m     | 41. miejsce (el) | 3:46,45 | [ 3 ]  |
| 2010 | Mistrzostwa Afryki                    | Nairobi     | bieg na 1500 m     | 9. miejsce       | 3:40,25 | [ 13 ] |
| 2012 | Mistrzostwa Afryki                    | Porto-Novo  | bieg na 1500 m     | 5. miejsce       | 3:38,27 | [ 14 ] |
| 2013 | Mistrzostwa świata                    | Moskwa      | bieg na 1500 m     | 3. miejsce       | 3:36:83 | [ 4 ]  |
| 2014 | Igrzyska Wspólnoty Narodów            | Glasgow     | bieg na 1500 m     | 4. miejsce       | 3:39,65 | [ 15 ] |
| 2014 | Mistrzostwa Afryki                    | Marrakesz   | bieg na 1500 m     | 7. miejsce       | 3:44,40 |        |
| 2015 | Mistrzostwa świata                    | Pekin       | bieg na 1500 m     | półfinał         | 3:36,59 |        |
| 2016 | Mistrzostwa Afryki                    | Durban      | bieg na 1500 m     | 9. miejsce       | 3:45,26 |        |

## Rekordy życiowe
- bieg na 800 metrów – 1:45,77 (16 lipca 2006, Lapinlahti)
- bieg na 1000 metrów (stadion) – 2:18,56 (22 sierpnia 2010, Dubnica nad Váhom)
- bieg na 1500 metrów – 3:31,93 (8 września 2013, Rieti) rekord RPA
- bieg na milę – 3:50,70 (31 maja 2014, Eugene) rekord RPA
- bieg na 5000 metrów – 13:59,52 (6 lutego 2009, Germiston)
- bieg na 1000 metrów (hala) – 2:18,48 (21 lutego 2008, Sztokholm)
- bieg na 1500 metrów (hala) – 3:37,49 (1 lutego 2014, Karlsruhe)
- bieg na 3000 metrów (hala) – 7:52,33 (31 stycznia 2004, Karlsruhe)